# Javanahalli, Mandya
Javanahalli là một làng thuộc tehsil Mandya, huyện Mandya, bang Karnataka, Ấn Độ.